# 25 juin
Pour les articles homonymes, voir Vingt-Cinq-Juin.
25 mai 25 juillet
Chronologies thématiques
- Croisades
- Ferroviaires
- Sports
- Disney
- Anarchisme
- Catholicisme

Abréviations / Voir aussi
- (° 1852) = né en 1852
- († 1885) = mort en 1885
- a.s. = calendrier julien
- n.s. = calendrier grégorien
- Calendrier
- Calendrier perpétuel
- Liste de calendriers
- Naissances du jour

Le 25 juin est le 176e jour, moins souvent le 177e, de l'année du calendrier grégorien ; il en reste ensuite 189.
Son équivalent était généralement le 7 messidor du calendrier républicain ou révolutionnaire français, officiellement dénommé jour du concombre.

## Événements

### VIesiècle
- 524 : bataille de Vézeronce.

### IXesiècle
- 841 : victoire des troupes de Louis le Germanique et de Charles le Chauve sur celles de Lothaire Ier et Pépin II à la bataille de Fontenoy-en-Puisaye.
- 864 : Charles II le Chauve promulgue l'édit de Pîtres.

### XIIesiècle
- 1183 : paix de Constance.

### XVesiècle
- 1435 : la cavalerie française massacre les archers anglais lors de la bataille de Martignas en Aquitaine.

### XVIIesiècle
- 1645 : débarquement de l'armée ottomane à l'ouest de La Canée, lors de la guerre de Candie.
- 1658 : "Folle Journée" de Dunkerque : au petit matin, la ville espagnole se rend aux assiégeants français, qui, en vertu du traité de Paris, la confient aux Anglais de Cromwell : la cité change ainsi trois fois de nationalité en moins d'une journée.

### XVIIIesiècle
- 1741 : Marie-Thérèse d'Autriche est couronnée « roi » de Hongrie.
- 1791 : le roi de France Louis XVI est ramené de force à Paris, après sa tentative de fuite échouée à Varennes.
- 1793 : bataille de Parthenay, lors de la guerre de Vendée.
- 1795 : bataille des Essarts, lors de la guerre de Vendée.

### XIXesiècle
- 1806 : débarquement britannique, tentative de l'invasion du Rio de la Plata.
- 1862 : bataille d'Oak Grove, lors de la guerre de Sécession.
- 1876 : bataille de Little Big Horn.
- 1894 : assassinat du président de la République française Marie François Sadi Carnot (décès ci-après) et pic de violence pendant les émeutes anti-italiennes lyonnaises.

### XXesiècle
- 1938 : Douglas Hyde devient le 1er président d'Irlande.
- 1948 : le général Clay donne l'ordre de lancer la mise en place d'un gigantesque pont aérien, pour ravitailler Berlin-Ouest.
- 1950 : 
  - résolution n°82 du Conseil de sécurité des Nations unies consistant en une plainte pour agression contre la république de Corée ;
  - début de la guerre de Corée.
- 1975 : 
  - indépendance du Mozambique.
  - instauration de l'état d'urgence en Inde.
- 1991 : déclaration d'indépendance de la Croatie et de la Slovénie.
- 1993 : 
  - Tansu Çiller devient la première femme à accéder au poste de Premier ministre de la Turquie.
  - Déclaration et programme d'action de Vienne, adoptés par la Conférence mondiale sur les droits de l'Homme.
- 1996 : attentat des tours de Khobar.
- 1999 : 
  - résolution 1248 du Conseil de sécurité des Nations unies pour l'admission de la république de Kiribati aux Nations unies ;
  - résolution 1249 du Conseil de sécurité des Nations unies pour l'admission de la république de Nauru aux Nations unies.

### XXIesiècle
- 2015 : début du massacre de Kobané pendant lequel 262 civils kurdes sont tués par l'État islamique.
- 2016 : l’universitaire Guðni Jóhannesson remporte l'élection présidentielle en Islande[1].
- 2023 : au Guatemala, l'élection présidentielle voit la qualification surprise du candidat anti-corruption Bernardo Arévalo face à la vétérane de la politique Sandra Torres[2].

## Arts, culture et religion
- 1115 : fondation de l'abbaye de Clairvaux.
- 1243 : élection du pape Innocent IV.
- 1530 : confession d'Augsbourg.
- 1857 : publication des Fleurs du mal de Charles Baudelaire.
- 1910 : création de L'Oiseau de feu, à l’Opéra de Paris, par Igor Stravinsky.
- 1930 : publication du Second manifeste du surréalisme, d'André Breton, avec frontispice de Salvador Dalí[3].
- 1943 : début de l'expérience spirituelle relatée dans les Dialogues avec l'ange.
- 1947 : publication à Amsterdam du Journal d'Anne Frank.
- 1953 : réception officielle d'Alphonse Juin à l'Académie française.
- 1984 : le chanteur kid de Minneapolis Prince sort son 6e album "Purple rain"[4].

## Sciences et techniques
- 1638 : première prise de possession des îles Mascareignes par la France.
- 1864 : ouverture du tramway de La Haye alors hippomobile / tiré par des chevaux.
- 1967 : Our World (en) première émission en mondovision de l'histoire.
- 1982 : Jean-Loup Chrétien est le premier astronaute français dans l'espace au cours d'une mission franco-soviétique (voir aussi la veille 24 juin).
- 1998 : première sortie de Microsoft Windows 98[5].

## Économie et société
- 1678 : Elena Cornaro Piscopia est la première femme au monde à être diplômée d'un titre universitaire.
- 1804 : exécution de Georges Cadoudal qui avait cherché à assassiner Bonaparte.
- 1888 : lors du retour à Paris de la délégation des 800 ans de l'université de Bologne, la Faluche est lancée[pas clair].
- 1978 : création du drapeau arc-en-ciel, par le militant Gilbert Baker, pour la Gay and Lesbian Freedom Day Parade de San Francisco.
- 2019 : un tremblement de terre de magnitude 6,2 se produit à la frontière entre le Panama et le Costa Rica[6].
- 2021 : en Allemagne, une attaque terroriste fait 3 morts et 5 blessés à Wurtzbourg[7].
- 2024 : 
  - au Kenya, une attaque du Parlement survient à la suite de la Manifestations contre le projet de loi de finances. Dix-neuf personnes meurent et deux cents autres sont blessés[8]
  - le lanceur d'alerte australien, Julian Assange est libéré de prison après un accord avec la justice américaine[9].

## Naissances

### XIIIesiècle
- 1242 : Béatrice d'Angleterre, fille des rois d'Angleterre Henry III Plantagenêt et Éléonore de Provence, duchesse de Bretagne par mariage († 24 mars 1275).

### XVesiècle
- 1441 : Frédéric Ier, marquis de Mantoue († 14 juillet 1484).

### XVIIIesiècle
- 1715 : Foullon de Doué, conseiller d'État français († 22 juillet 1789).
- 1768 : Lazare Hoche, général français de la Révolution († 19 septembre 1797).

### XIXesiècle
- 1814 : Auguste Daubrée, géologue français († 29 mai 1896).
- 1829 : Paul Verne, écrivain et marin français, frère de Jules Verne († 27 août 1897).
- 1852 : Antoni Gaudí, architecte espagnol († 10 juin 1926).
- 1858 : Georges Courteline, homme de lettres français († 25 juin 1929).
- 1860 : Gustave Charpentier, compositeur français († 18 février 1956).
- 1864 : Walther Hermann Nernst, physicien et chimiste allemand, prix Nobel de chimie en 1920 († 18 novembre 1941).
- 1866 : Julius Jüthner, philologue classique et archéologue autrichien († 17 décembre 1945).
- 1881 : Jacques de Baroncelli, cinéaste français († 12 janvier 1951).
- 1887 : George Abbott, réalisateur, producteur et acteur américain († 31 janvier 1995).
- 1894 : Takei Takeo (武井 武雄), graveur et illustrateur japonais († 7 février 1983).
- 1898 : Katherine Linn « Kay » Sage, peintre et femme de lettres américaine († 8 janvier 1963).
- 1899 : Marguerite de Suède, nièce du roi Gustave V de Suède, veuve du prince Axel de Danemark († 4 janvier 1977).
- 1900 : Louis Mountbatten, militaire et homme d'État britannique, oncle du prince Philip († 27 août 1979).

### XXesiècle
- 1903 :
  - Pierre Brossolette, homme politique français († 22 mars 1944).
  - George Orwell, écrivain britannique († 21 janvier 1950).
  - Anne Revere, actrice américaine († 18 décembre 1990).
- 1911 : 
  - Janine Crispin, actrice française, ex-pensionnaire de la Comédie-Française († 16 juin 2001).
  - William Howard Stein, chimiste américain, prix Nobel de chimie en 1972 († 2 février 1980).
- 1913 : Sabine André, actrice belge et doyenne connue des acteurs du monde.
- 1915 : Jean Dalmain, acteur et metteur en scène québécois d’origine française († 28 mars 2010).
- 1917 : Claude Seignolle, écrivain français († 13 juillet 2018).
- 1918 : P. H. Newby, écrivain et homme de radio britannique († 6 septembre 1997).
- 1919 : Jean-Louis Bory, écrivain, journaliste, scénariste et critique cinématographique français († 11 juin 1979).
- 1920 : Théo Klein, avocat français († 28 janvier 2020).
- 1921 :
  - Yves Forest, avocat et homme politique fédéral du Québec († 18 juillet 2019).
  - Jean-Paul Fugère, réalisateur de télévision, romancier et syndicaliste canadien († 11 décembre 2011).
  - Celia Franca, danseuse de ballet, chorégraphe et directrice artistique canadienne († 19 février 2007).
- 1922 : Antonio Bienvenida, matador espagnol († 7 octobre 1975).
- 1923 :
  - Gilbert Bourdin, gourou français, fondateur de l'aumisme († 19 mars 1998).
  - Sam Francis, peintre américain († 4 novembre 1994).
  - Vatroslav Mimica, réalisateur yougoslave († 15 février 2020).
- 1924 :
  - Dimitar Isakov, footballeur bulgare.
  - Sidney Lumet, réalisateur américain († 9 avril 2011).
  - Jacques Monory, peintre français († 17 octobre 2018).
  - Yatsuko Tan'ami, actrice japonaise.
- 1925 :
  - June Lockhart, actrice américaine.
  - Charles Ceccaldi-Raynaud, avocat et homme politique français († 18 juillet 2019).
  - William Stoddart, traducteur, essayiste et philosophe des religions, pérennialiste écossais († 9 novembre 2023).
  - Robert Venturi, architecte américain († 18 septembre 2018).
  - Clifton Chenier, accordéoniste de zydeco américain († 12 décembre 1987).
- 1926 : 
  - Ingeborg Bachmann, écrivaine autrichienne († 17 octobre 1973).
  - Stig Sollander, skieur alpin suédois († 12 décembre 2019).
- 1928 :
  - Michel Brault, directeur de photographie, réalisateur, producteur et scénariste québécois († 21 septembre 2013).
  - Edwin Mills, économiste américain († 29 octobre 2021).
  - Peyo (Pierre Culliford dit), auteur de bande dessinée belge († 24 décembre 1992).
  - William Russo, musicien américain de jazz († 11 janvier 2003).
  - Alex Toth, auteur de bande dessinée américain († 27 mai 2006).
- 1929 :
  - Eric Carle, auteur-illustrateur américain († 23 mai 2021).
  - Francesco Marchisano, prélat italien († 27 juillet 2014).
- 1931 : 
  - Jean-Paul Beugnot, basketteur français († 7 février 2001).
  - Glenmor (Émile Le Scanff / Milig ar Skañv en breton dit), poète et chanteur breton et français d'expressions française et bretonne († 18 juin 1996).
- 1933 : James Meredith, militant américain pour les droits civiques.
- 1934 : Louis Bozon, comédien et animateur radio français.
- 1937 : Eddie Floyd, chanteur américain.
- 1938 : 
  - Paul Dijoud, homme politique français.
  - Duilio Del Prete, acteur et chanteur italien († 2 février 1998).
  - Cecilia Kadzamiran femme politique malawite.
- 1941 :
  - Denys Arcand, réalisateur, scénariste et acteur québécois.
  - Michel d’Orléans, « comte d'Évreux ».
  - Jacques d'Orléans, « duc d'Orléans » (jumeau du précédent).
- 1942 : Michel Tremblay, dramaturge et romancier québécois.
- 1944 : 
  - Robert Charlebois, chanteur québécois.
  - Bernard Wrightson, plongeur américain, champion olympique.
- 1945 : 
  - Kristin Harmon, actrice américaine († 27 avril 2018).
  - Carly Simon, chanteuse et compositrice américaine.
- 1946 :
  - Jacques Cardona, auteur-compositeur interprète et producteur de musique français († 1er décembre 2008).
  - Roméo Dallaire, militaire et homme politique canadien.
  - Ian McDonald, musicien britannique des groupes King Crimson et Foreigner. († 9 février 2022).
  - Marianne Pletscher, réalisatrice et scénariste suisse.
- 1947 : John Powell, athlète américain, ancien recordman du monde du lancer du disque († 18 août 2022).
- 1948 : Broery (Simon Dominggus Pesulima dit), chanteur indonésien († 7 avril 2000).
- 1949 : Patrick Tambay, pilote automobile de Formule1 français († 4 décembre 2022).
- 1950 : Michel Côté, acteur québécois († 29 mai 2023).
- 1951 : François Rebsamen, homme politique français, maire de Dijon depuis 2001, ministre du Travail sous la présidence Hollande.
- 1952 : Péter Erdõ, prélat hongrois, primat de Hongrie.
- 1953 : 
  - Olivier Ameisen, médecin cardiologue français († 18 juillet 2013).
  - Macha Makeïeff, metteuse en scène et créatrice de décors et de costumes de théâtre française.
- 1954 :
  - Mario Lessard, joueur de hockey sur glace québécois.
  - David Paich, claviériste, auteur et compositeur américain du groupe Toto.
  - Lina Romay, actrice espagnole († 15 février 2012).
  - Sonia Sotomayor, juriste américaine.
  - Jacques Drillon, écrivain, journaliste, musicologue et traducteur français († 25 décembre 2021).
- 1955 : Christine Albanel, femme politique française, ministre de la Culture et de la Communication de 2007 à 2009.
- 1957 : 
  - Greg Millen (en), gardien de but puis analyste de hockey sur glace canadien.
  - William Goh, cardinal singapourien, archevêque de Singapour.
- 1959 : 
  - Michel N'Gom, footballeur sénégalais († 12 août 1984).
  - Lutz Dombrowski, athlète est-allemand, champion olympique du saut en longueur.
- 1960 : 
  - Brian Hayward, joueur de hockey sur glace canadien.
  - Laetitia Meignan, judoka française, médaillée de bronze aux Jeux olympiques d'été de 1992.
  - Laurent Rodriguez, joueur de rugby à XV français.
- 1961 : 
  - Ricky Gervais, humoriste, acteur, scénariste et réalisateur britannique.
  - Christiane Lambert, éleveuse de porcs et syndicaliste agricole française.
- 1962 : Charlotte Kady, actrice française.
- 1963 :
  - Doug Gilmour, joueur de hockey sur glace canadien.
  - Thierry Marie, cyclismte sur route français.
  - Yann Martel, écrivain québécois né en Espagne.
  - George Michael, chanteur britannique († 25 décembre 2016).
- 1964 :
  - Dell Curry, basketteur américain.
  - Erica Gimpel, actrice et chanteuse américaine.
  - Johnny Herbert, pilote de F1 britannique.
  - Guela Patiachvili, artiste géorgien.
- 1965 : 
  - Zé Cabra, peintre et chanteur comédien portugais.
  - Jean Castex, homme politique français, Monsieur déconfinement jusqu'en mai/juin 2020, premier ministre de juillet 2020 à mai 2022.
- 1967 : Niels van der Zwan, rameur d'aviron néerlandais, champion olympique.
- 1968 : Pierre-François Martin-Laval, acteur, réalisateur et metteur en scène français initialement de la troupe d'humoristes les "Robins des bois".
- 1969 : Cyril Aubin, acteur français.
- 1970 :
  - Émile Ntamack, joueur de rugby français.
  - Roope Latvala, musicien finlandais, guitariste des groupes Children of Bodom et Sinergy.
  - Erki Nool, décathlonien estonien, champion olympique.
  - Mostafa Salameh, alpiniste jordanien.
- 1971 : 
  - Bruno Guillon, animateur de radio et de télévision français.
  - Angela Kinsey, actrice américaine.
- 1972 :
  - Carlos Delgado, joueur de baseball portoricain.
  - Mike Kroeger, musicien canadien du groupe Nickelback.
- 1973 : René Corbet, joueur de hockey sur glace québécois.
- 1974 : 
  - Karisma Kapoor, actrice indienne.
  - Glen Metropolit, joueur de hockey sur glace canadien.
- 1975 :
  - Philippe Charlier, médecin légiste français, chroniqueur/"consultant" et animateur de télévision voire de radiophonie dans son domaine.
  - Philippe Delaye, footballeur français.
  - Vladimir Kramnik (Владимир Борисович Крамник), grand maître d'échecs russe.
  - Cyril Massarotto, écrivain français.
  - Camille de Toledo, écrivain français.
- 1976 : Laurent Reveret, arbitre international français de handball.
- 1977 : Clémence Boulouque, écrivaine, journaliste et critique littéraire française.
- 1978 : Aramis Ramirez, joueur de baseball dominicain.
- 1979 : 
  - Busy Philipps (Elizabeth Jean Philipps dite), actrice américaine.
  - Aydilge Sarp, autrice-compositrice-interprète et écrivaine turque.
- 1980 : Philippe Lacheau, humoriste de sa bande à Fifi, comédien, réalisateur, scénariste et animateur de télévision français.
- 1982 : Mikhail Youzhny, joueur de tennis russe.
- 1986 : 
  - Tasmin Mitchell, basketteur américain.
  - Rory Kockott, joueur de rugby sud-africain.
- 1987 : 
  - Maurice Acker, basketteur américain.
  - Sandrine Gruda, basketteuse française.
- 1990 : Raz, streameur français.
- 1993 : Barney Clark, acteur anglais.
- 1997 : 
  - Rodrigo Bentancur, footballeur uruguayen.
  - Amira Rouibet, escrimeuse algérienne.
- 1998 : Mikhaïl Sergatchiov, hockeyeur sur glace russe.

### XXIesiècle
- 2001: Philip Broberg, hockeyeur sur glace suédois.
- 2002 : Mason Vale Cotton, acteur américain.
- 2003 : Joey Alexander, pianiste indonésien.
- 2006 : Mckenna Grace, actrice américaine.

## Décès

### VIesiècle
- 524 : Clodomir, l'un des fils de Clovis Ier et de sainte Clotilde, roi des Francs du royaume d'Orléans de 511 à sa mort (° vers 495).

### XVIesiècle
- 1522 : Franchini Gaffurio, compositeur lombard (° 14 janvier 1451).

### XVIIesiècle
- 1673 : Charles de Batz-Castelmore, comte d'Artagnan, militaire gascon et français mort au siège louis XIVien de Maästricht, inspirateur de l'écrivain feuilletoniste du XIXè siècle Alexandre Dumas père (° entre  1611 et 1615).

### XVIIIesiècle
- 1767 : Georg Philipp Telemann, compositeur allemand (° 14 mars 1681).

### XIXesiècle
- 1804 : Georges Cadoudal, militaire chouan (° 1er janvier 1771).
- 1822 : Ernst Theodor Amadeus Hoffmann, écrivain allemand (° 24 janvier 1776).
- 1876 : George Armstrong Custer, militaire américain (° 5 décembre 1839).
- 1886 :
  - Auguste Achintre, journaliste et essayiste canadien (° 19 mars 1834).
  - Jean-Louis Beaudry, homme politique québécois, maire de Montréal de 1862 à 1866 (° 27 mars 1809).
  - Eugène Dutuit, historien de l'art et collectionneur français (° 7 avril 1807).
  - Marius Moustier, explorateur français (° 24 juin 1852).
  - Pascal Sébah, photographe ottoman (° 1823).
  - Friedrich Voltz, peintre allemand (° 31 octobre 1817).
- 1894 : Marie François Sadi Carnot, président de la République française de 1887 à son assassinat (° 11 août 1837).

### XXesiècle
- 1920 : Anatolie Popa, militaire soviétique (° 15 mars 1896).
- 1929 : Georges Courteline, romancier et dramaturge français (° 25 juin 1858).
- 1943 : Édouard Imbeaux, ingénieur et médecin français (° 1er décembre 1861).
- 1945 : Lazar Zalkind, problémiste russe puis soviétique (° 2 janvier 1886).
- 1967 : Ernest Langrogne, ingénieur et chef d'entreprise français (° 24 janvier 1886).
- 1971 : John Boyd Orr, physiologiste et nutritionniste écossais, prix Nobel de la paix en 1949 (° 23 septembre 1880).
- 1974 : 
  - André Le Gall, acteur français (° 14 mars 1917).
  - Cornelius Lanczos, mathématicien et ingénieur hongrois (° 2 février 1893).
- 1976 : Johnny Mercer, auteur-compositeur et interprète américain (° 18 novembre 1909).
- 1984 : Michel Foucault, philosophe français (° 15 octobre 1926).
- 1988 : 
  - Hillel Slovak, musicien israélo-américain, guitariste du groupe Red Hot Chili Peppers (° 13 avril 1962).
  - Jimmy Soul, chanteur américain (° 24 août 1942).
- 1992 : James Frazer Stirling, architecte britannique, prix Pritzker en 1981 (° 22 avril 1926).
- 1995 : Ernest Walton, physicien irlandais, prix Nobel de physique en 1951 (° 6 octobre 1903).
- 1997 : Jacques-Yves Cousteau, explorateur océanographique et académicien français (° 11 juin 1910).
- 1998 : Matoub Lounès (ⵍⵡⴻⵏⵏⴰⵙ ⵎⴻⵄⵜⵓⴱ), chanteur et poète algérien (° 24 janvier 1956).
- 1999 : Tommy Ivan, entraîneur et administrateur de hockey d'origine canadienne (° 31 janvier 1911).

### XXIesiècle
- 2002 : Jean Corbeil, homme politique québécois (° 7 janvier 1934).
- 2005 :
  - John Fiedler, acteur américain (° 3 février 1925).
  - Pierre Lelièvre, bibliothécaire et historien d'art français devenu centenaire (° 28 avril 1903).
- 2007 : 
  - Chris Benoit, catcheur canadien (° 21 mai 1967).
  - Claude Brosset, acteur français (° 24 décembre 1943).
- 2008 : Louis Kuehn, prélat français (° 23 mars 1922).
- 2009 :
  - Farrah Fawcett, actrice américaine (° 2 février 1947).
  - Michael Jackson, chanteur et danseur moonwalker américain (° 29 août 1958).
  - Sky Saxon, musicien américain, chanteur du groupe The Seeds (° 20 août 1937).
- 2010 : Wu Guanzhong (吴冠中), peintre chinois (° 29 août 1919).
- 2014 : Ana Maria Matute, femme de lettres espagnole (° 26 juillet 1925)
- 2015 : 
  - Patrick MacNee, acteur britanno-américain (° 6 février 1922).
  - Guy Piérauld, comédien et doubleur vocal français, V.F. de Bugs Bunny ou de Max la menace (° 5 octobre 1924).
  - Theodore Weesner, écrivain américain (° 11 juillet 1935).
- 2016 : 
  - Nicole Courcel, actrice française, mère de Julie Andrieu (° 21 octobre 1931).
  - Maurice G. Dantec (Maurice Georges Dantec dit), écrivain français naturalisé canadien (° 13 juin 1959).
- 2018 : 
  - Constance Adams, architecte américaine (° 16 juillet 1964).
  - Claude Bernard-Aubert, scénariste et réalisateur français (° 26 mai 1930).
  - David Goldblatt, photographe sud-africain (° 29 novembre 1930).
  - Paul Gérin-Lajoie, avocat, homme politique et philanthrope canadien (° 23 février 1920).
  - Richard Benjamin Harrison, homme d'affaires (° 4 mars 1941).
  - Christiane Sertilange, actrice française (° 19 novembre 1924).
- 2019 : 
  - Tony Barone, entraîneur et dirigeant de basket-ball américain (° 20 juillet 1946).
  - Bruno de Keyzer, directeur de la photographie de films français (° 11 août 1949).
  - Alix Mahieux, actrice française (° 11 août 1923).
  - Bryan Marshall, acteur britannique (° 19 mai 1938).
  - Kevin McKenna, militant politique britannique (° 25 juin 1945).
  - Anne Richter, nouvelliste, essayiste et anthologiste belge (° 25 juin 1939).
  - Isabel Sarli, actrice argentine (° 9 juillet 1929).
- 2020 :
  - Patrice Gélard, juriste et homme politique français (° 3 août 1938).
  - Richard Grove, historien britannique (° 1955).
  - Francis Gutmann, chef d'entreprise et diplomate français (° 4 octobre 1930).
  - Emeka Mamale, joueur de football international congolais (° 21 octobre 1977).
  - Kilasu Massamba, joueur de football international congolais (° 22 décembre 1950).
  - Michel Mousel, militant politique et haut fonctionnaire français (° 11 mars 1940).
  - Juan Ostoic, basketteur chilien (° 21 mars 1931).
  - Joe Sinnott, auteur de bande dessinée américain (° 16 octobre 1926).
  - Ivan Utrobin, fondeur soviétique puis russe (° 10 mars 1934).
- 2021 :
  - Olga Barnet, actrice soviétique puis russe (° 3 septembre 1951).
  - John Erman, réalisateur, producteur et acteur américain (° 3 août 1935).
  - Ahmed Bilal Shah, médecin pakistanais (° 1954).
  - Wes, chanteur et musicien française d'origine camerounaise (° 15 janvier 1964).
- 2022 :
  - Javier Cárdenas, footballeur international mexicain (° 8 décembre 1952).
  - Arie Pais, employé bancaire et homme politique néerlandais (° 16 avril 1930).
  - Russell Watt, joueur de rugby à XV international néo-zélandais (° 29 décembre 1935).
  - William Woolsey, nageur américain (° 13 septembre 1935).
- 2023 :
  - Wilhelm Büsing, cavalier de concours complet allemand (° 2 mars 1921).
  - William Dunker, chanteur belge (° 15 mars 1959).
  - Jean-Paul Gilli, avocat et professeur de droit public français (° 4 octobre 1930).
  - John B. Goodenough, professeur américain et un physicien du solide, professeur de génie mécanique et de science des matériaux (° 25 juillet 1922).
  - Ann Leslie, journaliste britannique (° 28 janvier 1941).
- 2024 :
  - Sika Anoa'i, catcheur samoan (° 5 avril 1945).
  - Billy Carter, hockeyeur sur glace canadien (° 2 décembre 1937).
  - Bill Cobbs, acteur américain (° 16 juin 1934).
  - Norman Shetler, pianiste classique, marionnettiste américano-autrichien (° 16 juin 1931).
- 2025 : Xavier Leclercq, homme d'affaires français (° 1944).

## Célébrations

### Internationales
- Journée internationale des gens de mer instaurée par l'Organisation maritime internationale (wikidata)[10],[11].
- Journée mondiale du vitiligo (wikidata).

### Nationales
- Croatie  (Union européenne) : fête nationale (Dan državnosti (hr)) commémorant la déclaration d'indépendance vis-à-vis de l'ex-Yougoslavie en 1991.
- États-Unis : journée nationale du poisson-chat (en) décrétée en 1987 par Ronald Reagan.
- Mozambique (Union africaine) : fête nationale.
- Philippines : journée nationale de l’arbre[12].
- Slovénie  (Union européenne à zone euro) : Dan državnosti (sl), fête nationale en commémoration la déclaration d'indépendance vis-à-vis de l'ex-Yougoslavie en 1991.
- Virginie (États-Unis) : fête de l'indépendance comme en Virginie-Occidentale un ou deux jours plus tôt.

### Saints des Églises chrétiennes

#### Saints catholiques et orthodoxes du jour
- Adalbert d'Egmond († vers 740), d'origine anglaise, abbé d'Echternach au Luxembourg, disciple de saint Willibrord et apôtre en Frise.
- Amand de Coly (VIe siècle), ermite.
- Fébronie († vers 304), vierge et martyre à Nisibe sous Dioclétien.
- Gallican (VIe siècle) -ou « Gallican Ier » ou « Gallicanus »-, septième archevêque d'Embrun dans le comté de Nice (aujourd'hui dans le département français et provençal des Hautes-Alpes)[15].
- Maxime de Turin († ?), évêque de Turin.
- Moloc (VIe siècle), évêque écossais.
- Orosia de Jaca († ?), martyre en Espagne - date orientale. Fêté le 26 juin en Occident.
- Prosper Tiro († vers 1291) -ou « Prosper d'Aquitaine »-, secrétaire du pape Léon Ier en 440.
- Salomon de Bretagne († 874) -ou « Salaün »-, dernier roi de Bretagne.
- Sosipatros (Ier siècle), compagnon de saint Paul.
- Thècle de Valloires (VIe siècle), ermite.

#### Saints et bienheureux catholiques du jour
- Dominique Henares († 1838), dominicain espagnol martyr avec son catéchiste François Chien.
- Dorothée de Montau († 1393), bienheureuse mystique et recluse polonaise.
- Éléonore de Provence († 1291), fille du comte de Provence et belle-sœur de Louis IX de France (saint Louis), très jeune épouse du roi Henri III d'Angleterre Plantagenêt ci-avant mère de Béatrice d'Angleterre née un 25 juin en 1242, puis moniale bénédictine.
- Guillaume de Montevergine († 1142), moine.
- Henri Zdik († 1150), bienheureux évêque tchèque.
- Jean d'Espagne († 1160), bienheureux moine espagnol.
- Marie Lhuillier († 1794), bienheureuse religieuse française martyr.
- Moses Lira Serafin († 1950), bienheureux prêtre mexicain et fondateur d'une congrégation religieuse.

#### Saint orthodoxe du jour(aux dates éventuellement"juliennes"/ orientales)
- Georges d'Attalia († 1823), martyr.
- Procope de Varna († 1810), martyr.

### Prénoms du jour
Bonne fête aux Prosper, ses variantes masculines : Prospert, Prospero ; leurs formes féminines : Prospère et Prospérine voire Proserpine.
Et aussi aux :
- Éléonore et ses variantes : Aliénor, Éléanor, Éléonor, Éléonora, Élinor, Lénora, Léonor, Léonora, Léonore, Nora et Norah ;
- Salomon et ses variantes : Salaün, Sholomon(e), Sliman(e), Soléiman, Soliman, Solomon, Suleyman(e).

## Traditions et superstitions

### Dicton
« Le jour de la Saint-Prosper, n'oublie pas de fumer la terre. ».

### Astrologie
Signe du zodiaque : 4e jour du signe astrologique du cancer.